# Gerhard Kaiser (Germanist, 1969)
Gerhard Kaiser (* 26. Januar 1969 in Wissen) ist ein deutscher Germanist.

## Leben
Von 1990 bis 1993 studierte er an der Universität zu Köln Deutsche Philologie; Theater-, Film- und Fernsehwissenschaften; Politik, Englische Philologie und von 1993 bis 1998 an der Universität Siegen Deutsch, Sozialwissenschaften, Philosophie. Er ist Lehrkraft für besondere Aufgaben für Neuere deutsche Literatur und außerplanmäßiger Professor in Göttingen. 
Seine Arbeitsschwerpunkte sind Theorie und Geschichte der Popkultur, Literatur um 1800, Literatur des 20. Jahrhunderts und Gegenwartsliteratur und Wissenschaftsgeschichte.

## Schriften (Auswahl)
- „… und sogar eine alberne Ordnung ist immer noch besser als gar keine.“ Erzählstrategien in Thomas Manns Doktor Faustus. Stuttgart 2001, ISBN 3-476-45265-4.
- Grenzverwirrungen. Literaturwissenschaft im Nationalsozialismus. Berlin 2008, ISBN 978-3-05-004411-8.
- Literarische Romantik. Göttingen 2010, ISBN 978-3-8252-3315-0.